# Тирасия
Тираси́я (греч. Θηρασία) — остров в Греции, в Эгейском море, второй по величине остров группы Санторин (Тира). Расположен к западу от острова Тиры.  Площадь острова составляет 9,246 квадратного километра, протяженность береговой линии — 17 километров. Вместе с островами Тира, Палеа-Камени, Неа-Камени и Аспрониси образует группу вулканических островов под общим названием Тира (Санторин), которая является остатками разрушенного в XV веке до н. э. катастрофическим извержением вулкана Санторин. Входит в общину (дим) Тиру в периферийной единице Тире в периферии Южных Эгейских островах. Население острова 319 жителей по данным переписи 2011 года. Административный центр острова — деревня Тирасия, порт острова — Айия-Ирини. Основное занятие жителей — обслуживание туристов, прибывающих на однодневные экскурсии с острова Тиры.
Восточный берег острова представляет собой кальдеру, крутой и высокий, северный и западный — низкий и песчаный. Большая часть острова плоская, за исключением области деревни Тирасии. На острове добывают фарфоровую глину (каолин). На острове отсутствуют источники воды, поэтому жители запасают дождевую воду.
Плиний Старший упоминает остров Терасия.